# Список керівників держав 438 року
Список керівників держав 438 року — це перелік правителів країн світу 438 року.
Список керівників держав 437 року — 438 рік — Список керівників держав 439 року — Список керівників держав за роками

## Європа
- Арморика — Саломон (434—446)
- Боспорська держава — цар Рескупорід IX (430—458)
- Брінейх — Гарбоніан ап Коел (420—445)
- Королівство бургундів — Гундіох (436—473)
- плем'я вандалів — король Гейзеріх (428—477)
- король вестготів — Теодорік I (418—451)
- Гепіди — Ардарік (420—454/460)
- плем'я гунів — цар Бледа (434—444) і Аттіла (434—453)
- Дал Ріада — Ерк мак Ехах (400—474)
- Дівед — Тріффін мак Кіндур (421—445)
- Думнонія — Костянтин III ап Кономор (435—443)
- Ебраук — Кенеу ап Коель (420—450)
- Ірландія — верховний король Лоегайре мак Нілл (428—458)
- Король піктів — Друст I (412/413—452/480)
- Королівство Повіс — Друст I (412/413—452)
- Римська імперія — Валентиніан III (425—455)
- Візантійська імперія — Феодосій II (408—450)
- Королівство свевів — Гермерік (409—438); Рехіла (438—448)
- Стратклайд — Керетік ап Кінлоп (410—440)
- Салічні франки — Хлодіон (427/428—447/448)
- Святий Престол — папа римський — Сікст III (432—440)
- Візантійський єпископ — Прокл (434—446)

## Азія
- Близький Схід:
  - Гассаніди — 3 правителі
  - Кінда — Акіль-аль-Мурар (425—458)
  - Лахміди — Аль-Мунзір I (418/428 — 472/473)
- Диньяваді (династія Сур'я) — раджа Тюрія Ната (418—459)
- Іберійське царство — цар Мітрідат V (435—447)
- Кавказька Албанія — цар Евсаген (413—444)
- Індія:
  - Царство Вакатаків — магараджа Праварасена II (415/420—450/455)
  - Імперія Гуптів — Кумарагупта I (415—455)
  - Держава Кадамба — Какуставарма (435—455)
  - Раджарата — раджа Панду (436—441)
- Індонезія:
  - Тарума — Вішнуварман (434—455)
- Фунанське королівство — Шрі Індраварман (430/434-439)
- Китай:
  - Туюхун (Тогон) — Муюн Муліянь (436—452)
  - Династія Північна Вей — Тай У-ді (423—452)
  - Династія Північна Лян — Цзюйцюй Муцзянь (433—439)
  - Жужанський каганат — Юйцзюлюй Уті (429—444)
- Корея:
  - Кая (племінний союз) — ван Чхвіхий (421—451)
  - Когурьо — тхеван (король) Чансу (413—491)
  - Пекче — король Пію (427—454)
  - Сілла — ісагим (король) Нольджи (417—458)
- Паган — король Тіхтан (412—439)
- Персія:
  - Держава Сасанідів — шахіншах Бахрам V (420/421-438); Єздигерд II (438/439-457)
- Тямпа — Фан Янг Маі II (431—455)
- Хим'яр — Абукаріб Ас'ад (410—435)
- Японія — Імператор Інґьо (410-453)

## Північна Америка
- Мутульське царство — Сіхях-Чан-К'авііль II (411—456)
- Теотіуакан — Атлатлькавак (374—439)